# Sitio del Cuzco
El sitio del Cuzco o cerco del Cuzco se produjo entre mayo de 1536 y marzo de 1537, en el marco de la guerra de reconquista incaica iniciada por Manco Inca contra los conquistadores españoles.

## Antecedentes
Cuzco fue conquistada por una expedición liderada por Francisco Pizarro el 15 de noviembre de 1533, después de derrotar al ejército atahualpista encabezado por el general Quizquiz. Al mes siguiente los conquistadores favorecieron la coronación de Manco Inca, uno de los hijos de Huayna Cápac, para facilitar su control sobre el imperio.
Las relaciones de Manco Inca con los españoles habían sido originalmente muy buenas. Al principio fue respetado como Sapa Inca y Diego de Almagro en particular tuvo relaciones amistosas con él. Con el paso del tiempo, sin embargo, fue tratado cada vez con más falta de respeto, especialmente por los españoles recién llegados que no habían estado involucrados en la distribución del botín y que ahora le exigían oro a él, así como a otros nobles incas. Francisco Pizarro había hecho poco al respecto, y cuando él y Almagro se fueron, las cosas empeoraron. Manco Inca fue humillado y maltratado por Gonzalo y Juan Pizarro. Incluso le exigieron que le entregaran a su hermana-esposa Cora Ocllo.
A fines de 1535, Manco Inca intentó huir, pero fue capturado y traído de vuelta encadenado y encarcelado. Hernando Pizarro, que regresó de España en enero, puso fin a la humillación hacia el Inca y lo dejó en libertad, pero ya era demasiado tarde para una reconciliación.
Aprovechando a su favor la codicia de los españoles por los metales preciosos, Manco Inca le regaló a Hernando Pizarro unas vajillas, estatuas, vigas del Coricancha y aríbalos, todos hechos enteramente de oro y plata, asegurando que existían más de estos tesoros ocultos en Lares, junto a “la estatua de oro macizo” de su padre Huayna Cápac. Cegado por la codicia, Hernando le preguntó cómo podría dar con dicho tesoro. Manco le respondió que eso era una empresa difícil, pero que si le dejaba salir de la ciudad, podía ubicarlo y traerlo para obsequiarlo solo a él; asimismo, para encubrir el verdadero propósito de su salida ante el resto de españoles, pidió que dejara salir también a Vila Oma (el sumo sacerdote inca) y que anunciara oficialmente que ambos irían a cumplir el rito funerario anual de Huayna Cápac. El comandante español mordió el anzuelo y dejó salir al Inca y al Villac Uma de la ciudad, el 18 de abril de 1536, haciéndoles prometer su retorno. Sin embargo, la verdadera intención de Manco era reunir a sus generales y capitanes para rebelarse contra los españoles. Vila Oma, cuyo verdadero origen es desconocido, actuó como su brazo derecho, alentando y reuniendo gente para la rebelión.
Entre los convocados estuvo el general Cama Cachi, "príncipe de la sangre real, que había sido general de las tropas de Huáscar y actualmente lo era de Manco Inca I, tercer hijo de Huayna Cápac, que como legítimo heredero del Imperio de los Incas se había coronado en el Cusco", a quien el Inca encomendó cercar a las tropas españolas acantonadas en Lima...
"Sitió este general a los nuestros, que estaban acampados en el Valle del Rímac. Duró el cerco 6 meses. Al fin de ellos se vieron los nuestros en tal aprieto que determinaron más bien morir peleando que perecer de hambre...
"Dióse la batalla en Huarochirí, principió la función luego que apareció el día. Estuvo hasta la tarde indecisa la victoria peleando valerosamente los de uno y otro campo...
"A este tiempo Juan Sánchez Falcón, natural de Trigueros, matando al general Cama Cachi con un dardo que le disparó desde un alto barranco que servía de muro a los nuestros, decidió la contienda. Los indios con la muerte de su jefe desampararon el campo y los nuestros cantaron la victoria que los hubiera hecho felices, a no haberse ellos mismos formado su ruina dividiéndose en bandos y facciones...". https://www.google.com.pe/books/edition/Memorias_hist%C3%B3rico_f%C3%ADsicas_cr%C3%ADtico_ap/kIE5P6FHaNEC?hl=es-419&gbpv=1&dq=cerco&pg=PA9&printsec=frontcover
Hernando Pizarro, tras darse cuenta de su error, encabezó una expedición contra el ejército inca, que se había reunido en el cercano valle de Yucay. Este ataque fue un fracaso debido a que los españoles subestimaron gravemente el tamaño del ejército de Manco Inca. Éste, sin embargo, no atacó Cuzco directamente sino que esperó hasta que reunió a todo su ejército, de entre 100 000 y 200 000 soldados con los que el 3 de mayo de 1536, de acuerdo con la cronología establecida por el historiador José Antonio del Busto, inició el cerco del Cuzco contra las tropas españolas compuestas por 190 españoles (80 de ellos a caballo) y algunos miles de indígenas auxiliares.

## Cerco del Cuzco
Manco Inca dividió su ejército en cuatro cuerpos: las tropas del Chinchaysuyo eran conducidas por los generales Coyllas, Osca, Curi Atao y Taype; las del Collasuyo, las más numerosas, eran conducidas por el general Lliclli; las del Contisuyo, por los generales Sarandaman, Huaman Quilcana y Curi Huallpa; y las del Antisuyo, mayormente flecheros y cerbataneros, por los generales Rampa Yupanqui y Anta Allca.
El ejército inca lanzó un ataque a gran escala contra la plaza principal de la ciudad, conquistando gran parte de esta. Los 190 conquistadores comandados por Hernando, Juan y Gonzalo Pizarro, junto con esclavos negros, nicaraguas, guatemalas, chachapoyas, cañaris, huascaristas y miles de indígenas auxiliares a su servicio, se hicieron fuertes en dos grandes edificios cercanos a la plaza central, desde donde consiguieron rechazar los ataques incas y lanzaron frecuentes contraataques.

## Ataque a Sacsayhuaman
Tras varios días de lucha, las tropas incas conquistaron la fortaleza de Sacsayhuamán desde la que se dominaba la ciudad, lo que ponía en graves dificultades a los defensores españoles.
Como respuesta, cincuenta soldados a caballo al mando de Juan Pizarro, acompañados por auxiliares, fingieron una retirada y salieron de Cuzco, rodearon la ciudad y atacaron Sacsayhuamán desde el exterior de la ciudad. Durante el ataque, Juan Pizarro fue alcanzado por una piedra en la cabeza y murió varios días después debido a sus heridas.
Al día siguiente, las fuerzas españolas y sus aliados indígenas rechazaron varios contraataques incas e intentaron un nuevo asalto nocturno con escalas. En este ataque consiguieron el control de las murallas de Sacsayhuamán y el ejército inca tuvo que refugiarse en dos torres del complejo. El comandante inca Paúcar Huaman decidió abandonar las torres con parte de sus soldados para dirigirse hacia Calca (donde se encontraba el cuartel de Manco Inca) y volver con refuerzos. Con el número de defensores disminuido, los españoles consiguieron conquistar el resto de la fortaleza, y cuando Paúcar Huaman volvió con refuerzos, la encontró bajo firme control español.
En la defensa de una de los torres de Sacsayhuaman se destacó un "jefe orejón" (de la nobleza inca), llamado Cahuide por los españoles, quien, con una maza de puntas de cobre y armado de coraza y escudos españoles, causó estragos entre los españoles que escalaban la fortaleza. Al fin, estos atacaron con más número, aniquilando la poca resistencia que quedaba. Hernando Pizarro, admirado del valor del capitán incaico ordenó que lo capturaran vivo. Pero Cahuide cuando fue evidente que los españoles iban a conquistar la torre se lanzó al vacío envolviéndose en su manto.

## Cercos posteriores
Con la conquista de Sacsayhuamán, la presión sobre la guarnición de Cuzco se aligeró, y la lucha se convirtió en una secuencia de escaramuzas diarias, interrumpidas solo por la tradición religiosa inca de suspender la lucha durante la Luna Nueva.
Alentado por el éxito, Hernando Pizarro lideró un ataque contra el cuartel general de Manco Inca, que se encontraba en ese momento en Ollantaytambo, más alejado de Cuzco. Los españoles enviaron un contingente de 100 soldados españoles y unos 30 000 aliados indígenas a atacar a Manco Inca. En la consiguiente batalla de Ollantaytambo en enero de 1537, los españoles fueron derrotados por el contingente incaico que se encontraba en la fortaleza que, además, desvió el curso del río Patacancha, neutralizando de esa manera a la caballería española.
La guarnición española tuvo más éxito en varias expediciones para conseguir comida en las regiones de alrededor de la ciudad, con lo que consiguieron incrementar sus suministros.
Tras la victoria de Ollantaytambo, Manco Inca intentó realizar un nuevo ataque a Cuzco. Sin embargo, una partida de caballería española se encontró por casualidad con el ejército inca, arruinando el factor sorpresa. Esa misma noche los españoles lanzaron un ataque a gran escala, infligiendo severas pérdidas a los incas.
Después de diez meses de lucha en el Cuzco, Manco Inca decidió levantar el sitio y licenciar la mayor parte de sus tropas para evitar una próxima hambruna, ya que se había agotado los frutos de las últimas cosechas. Sucedía que, al estar miles hombres en pie de guerra, se había descuidado las sementeras y era necesario que los labradores retornaran a los campos de cultivo. El propósito de Manco Inca, era reanudar la campaña en tiempos mejores, aunque tuviera que combatir en dos frentes: los españoles y los huancas.

## Hechos posteriores
Mientras se producía el asedio de Cuzco, una fuerza bajo el mando del hermano de Manco Inca, Quizu Yupanqui, atacó Lima, la recién fundada ciudad de la costa, donde se encontraba Francisco Pizarro. El ejército inca fue derrotado, en parte gracias a la deserción de la mayoría de los soldados huancas reclutados a la fuerza.
Fracasada la expedición a Chile, regresó Diego de Almagro al Cuzco el 8 de mayo de 1537 e impuso su autoridad sobre los hermanos de Francisco Pizarro, a quienes apresó por algunas semanas. El lugarteniente de Pizarro, Alonso de Alvarado, marchó a detenerlo pero fue derrotado en Abancay por la fuerza combinada Almagro-Paullu Inca. Luego emprendió la campaña contra Manco Inca, propinándole una severa derrota en Vitcos. El inca rebelde se refugió entonces en Vilcabamba, donde sería asesinado en 1542 por unos fugitivos almagristas a los que dio asilo.